# 1. Division 1902/1903
Osmý ročník 1. Division (1. belgické fotbalové ligy) se konal od 5. října 1902 do 3. května 1903.
Sezonu vyhrál popáté v klubové historii, obhájce minulých tří ročníku RRC de Brusel. Nejlepším střelcem se stal opět hráč Royale Union Saint-Gilloise Gustave Vanderstappen. Soutěže se zúčastnilo 10 klubů ve dvou skupinách. První dva z každé skupiny postoupili do finálové skupiny, kterou RRC de Brusel vyhrál o pět bodů.